# Margaret G. Hays
Margaret G. Hays, nata Margaret Parker Gebbie (Filadelfia, 3 luglio 1874 – Filadelfia, 13 settembre 1925), è stata un'illustratrice, fumettista, poetessa e autrice di letteratura per l'infanzia statunitense.

## Biografia
Hays nacque Margaret Parker il 3 luglio 1874 da George, un editore d'arte, e Mary Jane (nata Fitzgerald) Gebbie. Fu educata da governanti fino all'età di 13 anni, quando poi frequentò il Convento di Notre Dame. Hayes lavorò con sua sorella, Grace Drayton, su una serie di fumetti e libri per bambini, tra cui The Turr'ble Tales of Kaptain Kiddo. Hays creava cartoline e bambole di carta, e mentre sua sorella Grace Drayton fu conosciuta soprattutto per aver creato i bambini Campbells Soup; Hays aveva realizzato i jingle per Campbells. La striscia più nota di Hays è Jennie and Jack, anche The Little Dog Jap, una striscia che fu pubblicata dai sindacati nel 1908. Oltre a scrivere fumetti e libri illustrati per bambini, Hays scrisse poesie che pubblicò su varie riviste.

## Vita privata
Hays sposò Frank Allison Hays (1866-1930) nel 1893 che lavorò a Children's Novelty Company, che realizzava bambole di carta, insieme alla moglie. Ebbero due figli, Mary A. Huber - anche lei fumettista - e William Hays. Margaret Hays morì il 13 settembre 1925 a Filadelfia, all'età di 51 anni, ed è sepolta al West Laurel Hill Cemetery.

## Eredità culturale
Il 29 aprile 2012 al Virginia Tech venne eseguito un concerto di musica che includeva brani da Verselets for Humorous Vegetarians di Hays. Ispirata dalla poesia "Heart-Beets" della raccolta, Tracy Cowden - allora professore associato di musica al Virginia Tech - lavorò con il compositore Daron Hagon per mettere in musica diverse poesie, interpretate poi dal soprano Caroline Worra.